# Harley Peyton
Harley Peyton es una productora de televisión y escritora estadounidense. Trabajó en ambas temporadas de Twin Peaks y fue nominada a un Emmy por el guion de la suegra. Acudió a la Universidad de Harvard y a la Universidad Stanford. 

## Filmografía
- Less Than Zero (1987)
- Twin Peaks (1990-1991) (TV)
- Moon Over Miami (1993) (TV)
- Heaven's Prisoners (with Scott Frank) (1996)
- Keys to Tulsa (1996)
- Gold Coast (1997) (TV)
- Bandits (2001)
- The Bronx Is Burning (2007) (TV)
- Friends with Benefits (2011) (Únicamente historia)
- JL Ranch (2016)

## Premios y nominaciones
| Año  | Premio      | Categoría                                       | Resultado | Trabajo                             | Notas |
| ---- | ----------- | ----------------------------------------------- | --------- | ----------------------------------- | ----- |
| 1990 | Premio Emmy | Primetime Emmy al mejor guion - Serie dramática | Nominó    | Episodio de Cumbres del gemelo tres |       |